# Anogeia
Anogeia (in greco Ανώγεια?) è un comune della Grecia situato nell'isola di Creta (unità periferica di Retimno) con 2.805 abitanti secondo i dati del censimento 2001.
È stato istituito a seguito della riforma amministrativa detta Programma Callicrate in vigore dal gennaio 2011 che ha abolito le prefetture e accorpato numerosi comuni
È uno dei due comuni dell'isola a non avere sbocco sul mare.

## Storia
Durante la civiltà minoica si trovava nelle vicinanze la città di Zominthos. Presso l'attuale località di Axos si trova l'antica località di Oaxos. 
Nel corso della seconda guerra mondiale la località fu un centro della Resistenza contro i Tedeschi, che più volte intervennero contro gli abitanti locali. Il 13 agosto 1944 questi distrussero l'abitato come rappresaglia per il rapimento del Maggior Generale tedesco Heinrich Kreipe, comandante della 22ª Divisione di fanteria, organizzato ad opera di Patrick Leigh Fermor. L'ordine era di distruggere l'intero centro abitato e di eliminare tutti gli abitanti maschi della città e quelli che stavano entro un raggio di un chilometro intorno alla medesima. Secondo i registri ufficiali delle esecuzioni, furono uccisi dai tedeschi 117 abitanti. 
Il 2 giugno 1944 Friedrich-Wilhelm Müller assunse il comando del LIX Corpo d'Armata sul fronte orientale e il 1º luglio 1944 fu promosso generale di fanteria e nominato Comandante della fortezza di Creta. Come rappresaglia dopo il rapimento del Tenente generale Heinrich Kreipe, impartì il seguente ordine di distruzione della città di Anogeia e di impiccagione degli abitanti maschi:
«Poiché la città di Anogia è il centro dell'attività spionistica inglese in Creta, poiché gli abitanti di Anogia hanno compiuto l'azione di sabotaggio di Damasta, poiché ad Anogia trovano sicurezza e rifugio diversi gruppi di Partigiani e poiché i rapitori del Generale Kreipe hanno intrapreso la loro strada verso Anogeia, che viene utilizzata come base per il trasferimento, ordiniamo di radere al suolo la località e di impiccare tutti gli abitanti maschi di Anogia, che verranno trovati all'interno della località o nei suoi dintorni fino a una distanza di un chilometro. Chania lì 13 agosto 1944. Il Comandante della fortezza di Creta, H. Müller».
Dopo la guerra l'abitato fu ricostruito; Müller venne processato in Grecia per i crimini di guerra commessi a Creta e Coo durante l'occupazione tedesca, condannato a morte e giustiziato mediante fucilazione nell'anniversario dell'invasione dell'isola da parte dei tedeschi.